# クラクフ市電NGT6形電車
NGT6は、ポーランド・クラクフの路面電車であるクラクフ市電の車両。バリアフリーに適した超低床電車（部分超低床電車）で、ボンバルディア・トランスポーテーション（現：アルストム）が展開するフレキシティ・クラシックの1車種である。形式名の「NGT6」は、ドイツ語で「低床式連接式動力車（Niederflurgelenktriebwagen）・車軸数6」を意味する。

## 概要
全長26 m、片運転台式の3車体連接車で、車体は全溶接式・耐腐食性の軽量鋼で構成されている。強化ガラスを用いた側面窓は直射日光の入り込みを抑えるため着色がなされている他、前後の窓は車体の輪郭に沿った曲線ガラスが使用されている。電気機器はキーペが製造を担当しており、前後車体の両端に設置された動力台車には1次・2次ばねや三相誘導電動機が設置されている。また、制御装置などの主要な機器は屋根上に搭載されている。また、全長が短い中間車体にはクランク付きの車軸が設置された付随台車が設置されている。制動装置には使用時に電力を回収可能な回生ブレーキが用いられ、従来の車両と比べエネルギーの損失の減少が図られている。
車内は、前述した動力台車が設置されている箇所（床上高さ560 mm）を除いた車内全体の65 %が、床上高さを抑えバリアフリーに対応した低床構造になっている。そのため車内には段差が存在するが、車内全体が低床構造の車両と比較して導入費用や維持費用の面で有利となっている。車内の座席は布張りで、人間工学に基づいた設計が行われている。また、前方車体の低床部分には車椅子やベビーカーが設置可能なフリースペースが1箇所設置されている。ただし製造当初は冷暖房双方に対応した空調装置が客室に搭載されておらず、2020年以降順次設置工事が行われている。一方、運転台は客席から分離されており、製造当初から独自の乗降扉や空調装置が設置されている。

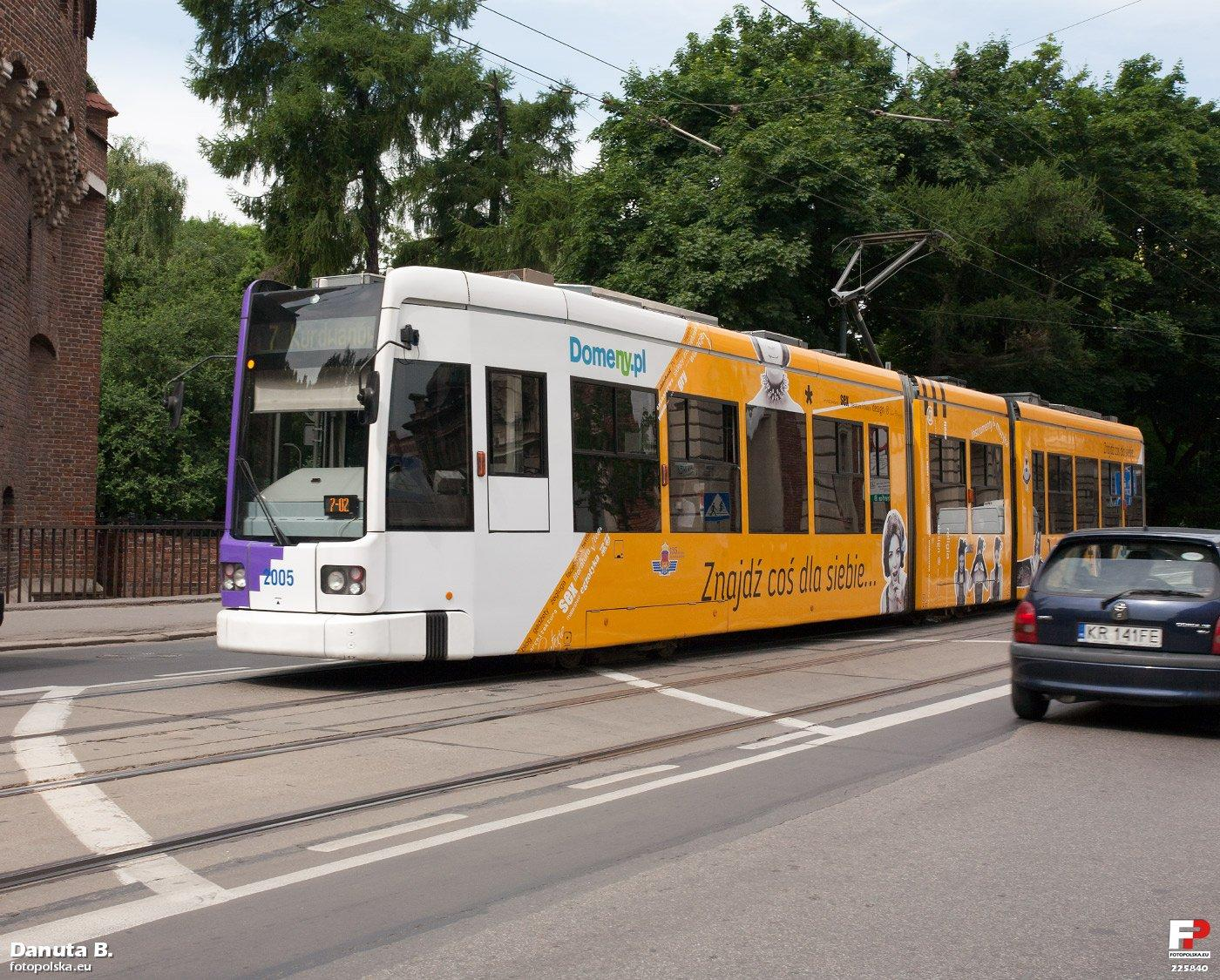
広告塗装（2011年撮影）
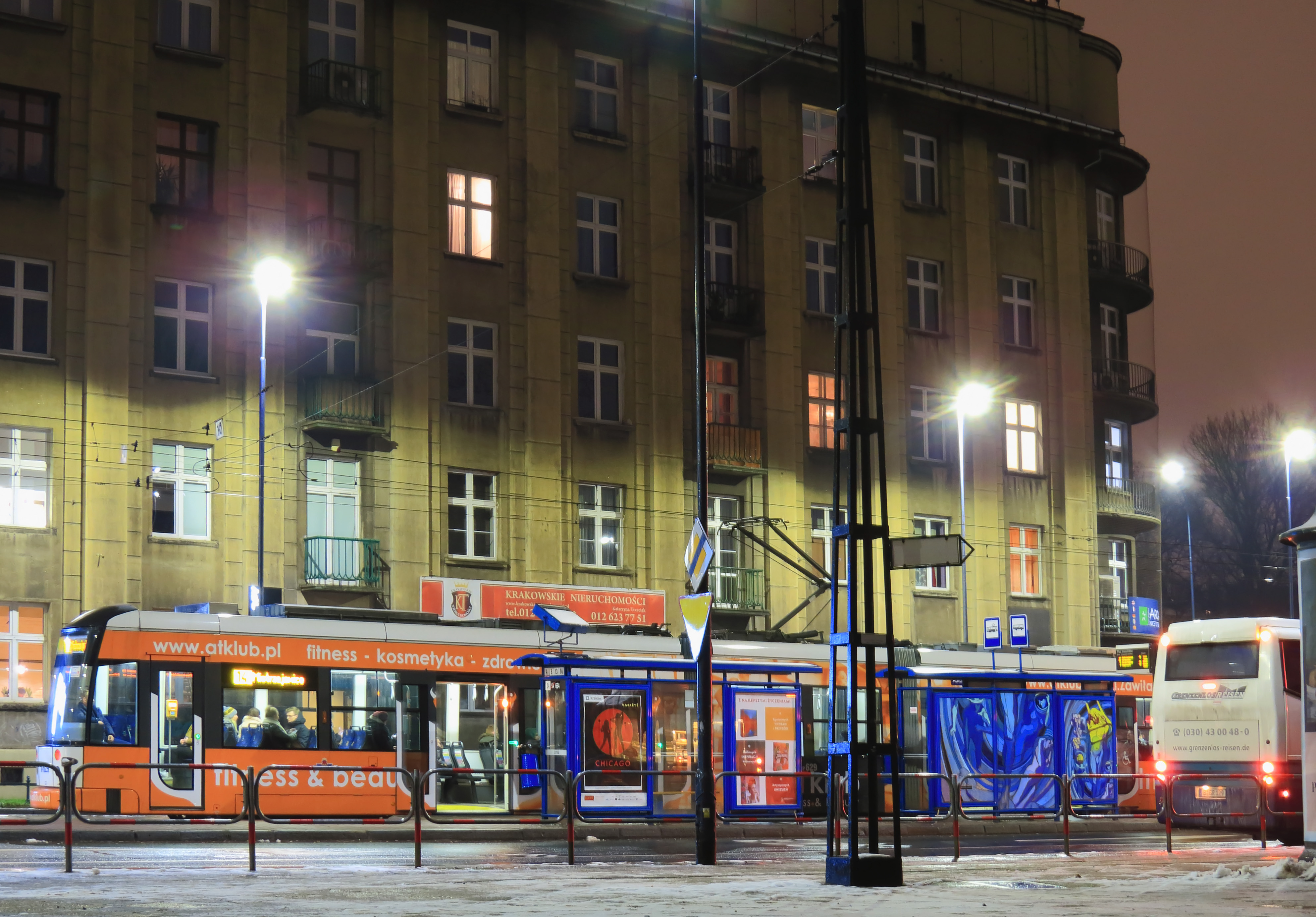
広告塗装（2017年撮影）
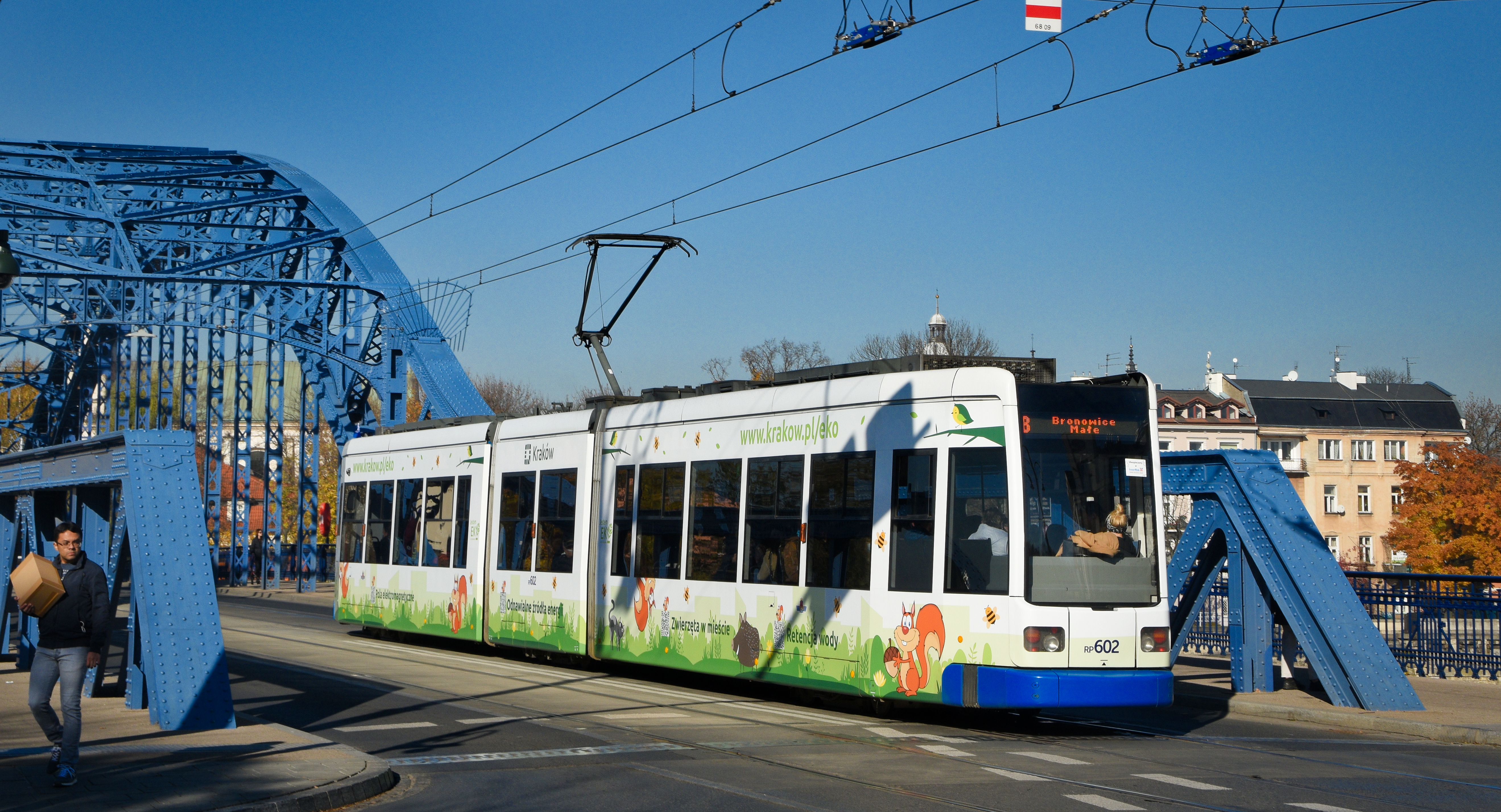
広告塗装（2021年撮影）

## 車種
クラクフ市電向けのNGT6は3次に分けて導入が実施され、各種設計変更が行われた。そのうち2次車・3次車については「NGT6-2」と呼ぶ場合もある。以下、各形式の導入年や設計変更点について記す
。
- 1次車（Seria I） - 1999年から2000年にかけて14両を導入[1][3]。
- 2次車（Seria II） - 2003年に12両を導入。後方車体の高床部分に片開式の乗降扉が追加され、立席定員数が増加している。また、1次車で問題視された換気性能の不十分さを改善するため、換気装置の改良に加えて窓の開閉可能な部分が拡大している[1][4][5]。
- 3次車（Seria III） - 2007年から2008年にかけて24両を導入。前面のデザインが変更され、窓の開閉可能箇所は2次車から更に拡大している。また、運転室に冷暖房双方に対応した空調装置が搭載されている[1][5][7]。

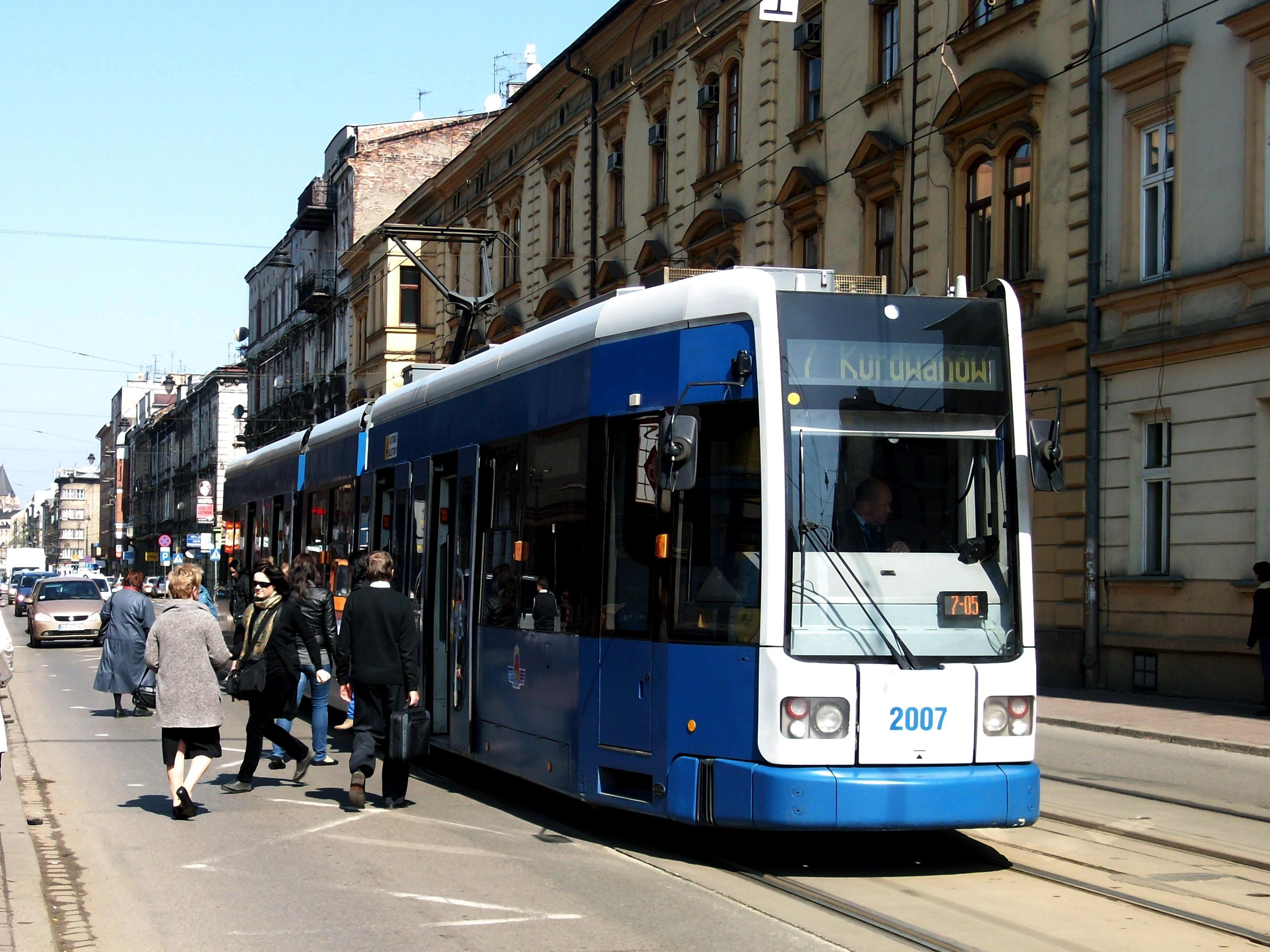
1次車（2012年撮影）
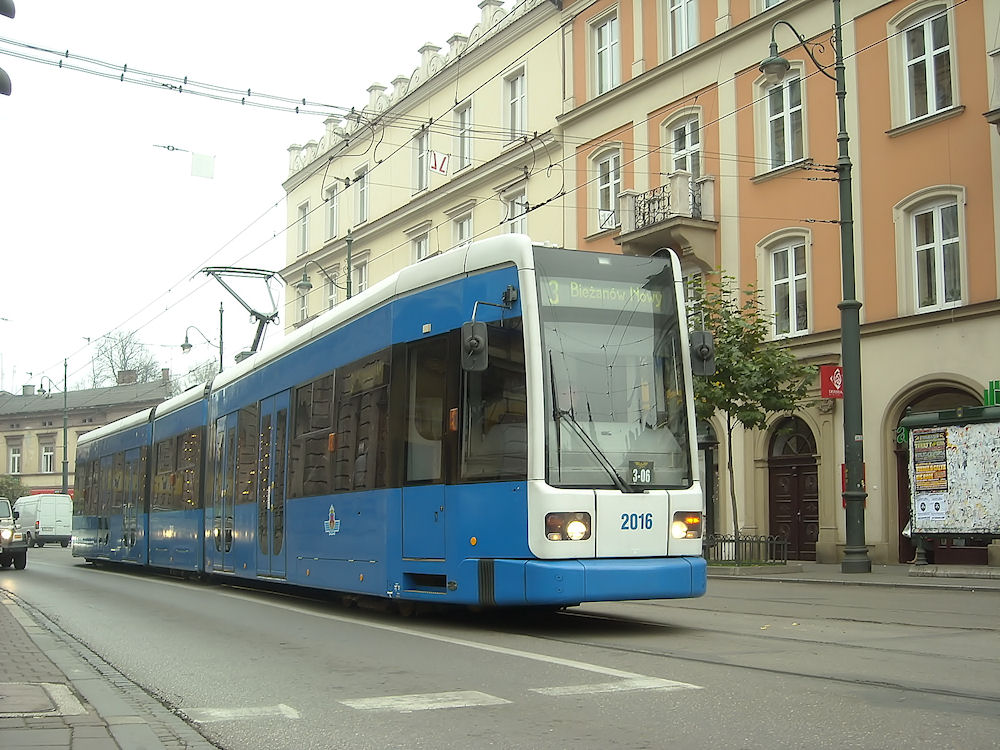
2次車（2014年撮影）
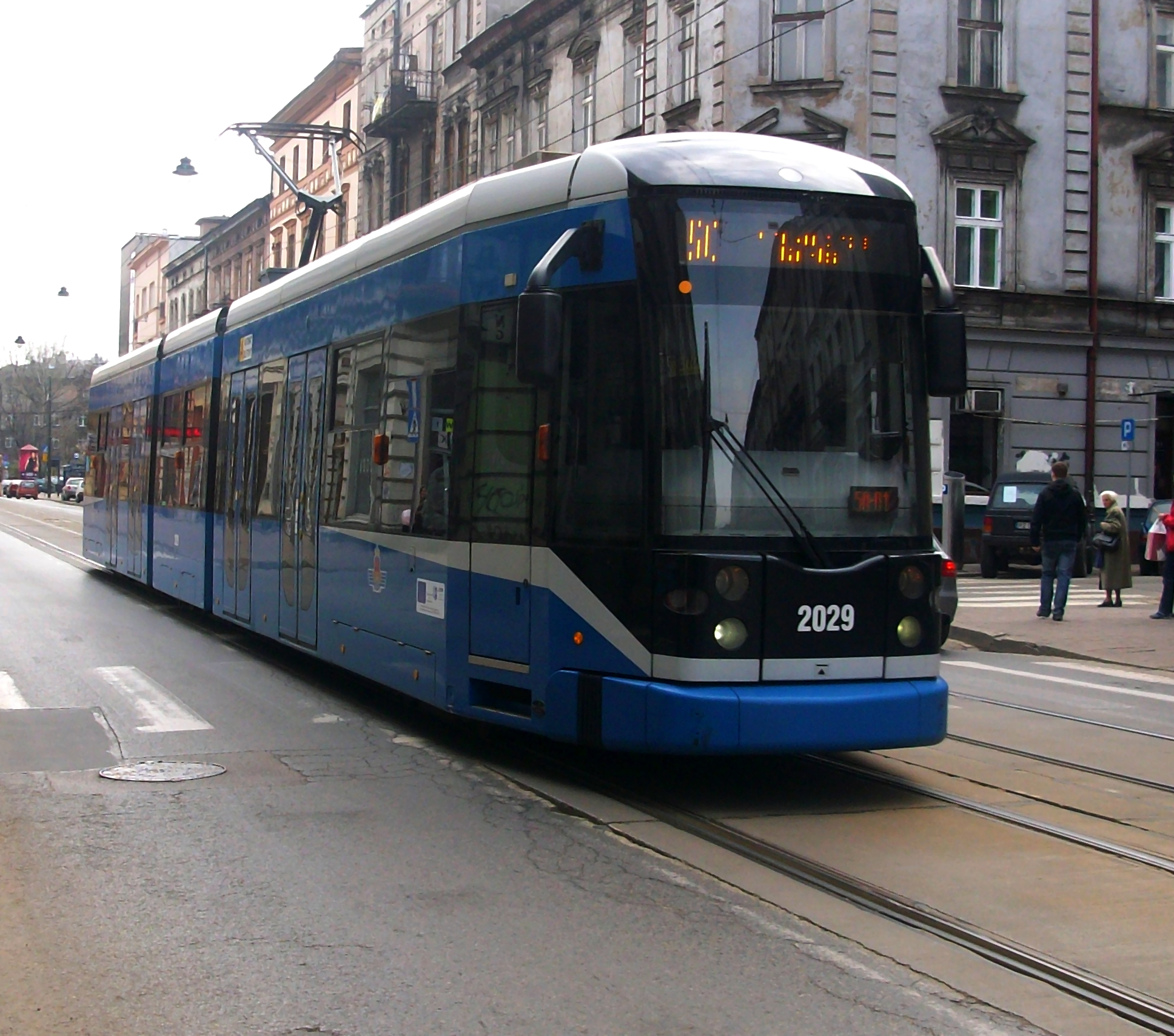
3次車（2012年撮影）

## 関連形式
- NGT8 - 2012年から2013年に導入された部分超低床電車。NGT6と同様、ボンバルディア・トランスポーテーション製のフレキシティ・クラシックだが、中間車体の大型化など各種の変更点が存在する[14][15]。

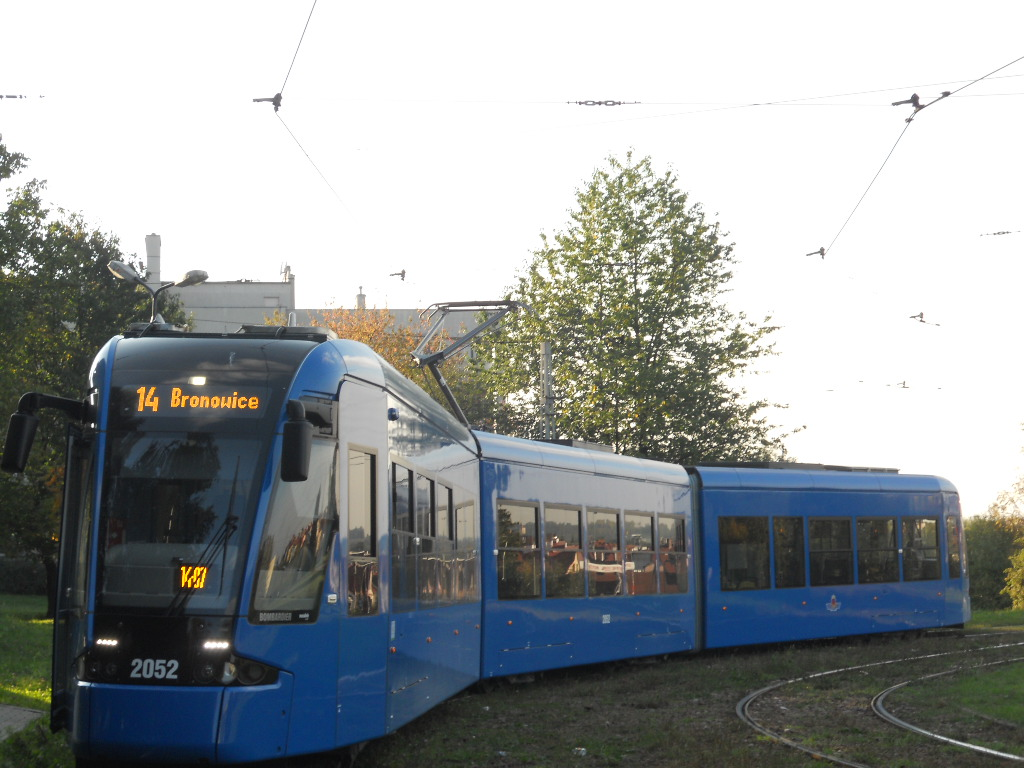
NGT8（2012年撮影）